# Лъчева стерилизация на хранителни продукти
Лъчевата стерилизация на хранителни продукти е метод за стерилизация чрез облъчване с йонизиращи лъчения. Тази обработка може да удължи срока на годност и да подобри качеството и безопасността на храните. Национални и международни организации и регулаторни агенции са стигнали до заключението, че обработените така храни са безопасни и здравословни. С ограничена употреба в миналото, облъчването на храни се налага все повече, тъй като потребителите започват да оценяват ползите. Интересът към метода се увеличава, след като през 1997 г. Администрацията по храните и лекарствата в САЩ одобрява метода за контрол на патогенни микроорганизми в необработено червено месо и месни продукти. Следват многобройни проучвания на различни приложения на метода. Тъй като храните обикновено се опаковат предварително преди облъчване, възможността от опаковъчните материали да се отделят радиоактивни продукти в храните изисква оценка на безопасността. Поради това използваните опаковъчни материали подлежат на регулаторен преглед и одобрение преди употреба..

## Йонизиращи лъчения
Йонизиращите лъчения за обработка на храни се получават или във вид на гама лъчи от радиоактивни изотопи {\displaystyle {\ce {^{60}Co}}} или {\displaystyle {\ce {^{137}Cs}}}, или във вид на електронни лъчи с висока енергия до 10 MeV, или във вид на рентгенови лъчи с висока енергия до 5 MeV. Взаимодействието на лъчението с веществата води до образуване на случаен принцип на високоенергийни електрони и възбудени молекули, например хидроксилни радикали, или възбудени молекулни йони. Тези продукти могат да бъдат обект на улавяне или бързо пренареждане чрез йонно-молекулни реакции, както и могат да дисоциират с времето в зависимост от сложността на молекулния йон. Въздействието на лъчението върху веществата зависи от вида на лъчението и неговата енергия, както и от състава, физическото състояние, температурата и атмосферната среда на поглъщащия материал. Химичните промени във веществата могат да настъпят чрез първични радиолизни ефекти, които възникват в резултат на директно поглъщане на енергията, или чрез вторични ефекти, породени от високата активност на свободните радикали и възбудените йони, получени в резултат на първичните ефекти. Тези високо реактивни междинни продукти могат да претърпят различни реакции, водещи до стабилни химични продукти. Именно тези химични продукти се откриват и се наричат продукти на радиолизата. В случай, че облъчваните материали съдържат живи организми, химичните промени могат да имат биологични последици. Чрез този процес се разграждат и променят биополимери като ДНК и протеини. Разрушаването на ДНК и разграждането на ензимите води до унищожаване на облъчените клетки, например патогенни микроорганизми.

### Рентгенови лъчи
Рентгеновите лъчи са смъртоносни за микроорганизмите и висшите форми на живот, но рядко се използват в стерилизацията, защото производството им е скъпо, а ефективното им използване е трудно, поради това че трудно се фокусират.

### Гама лъчи
Гама лъчите са високоенергийни лъчения, излъчвани от някои радиоактивни изотопи като {\displaystyle {\ce {^{137}_Cs}}} и {\displaystyle {\ce {^{60}Co}}}, които са сравнително евтини съпътстващи продукти на ядреното делене. Гама лъчите са подобни на рентгеновите лъчи, но с по-къса дължина на вълната и по-висока енергия. Те имат голяма дълбочина на проникване в материята и са смъртоносни за всички живи организми, включително и микроорганизмите. Гама лъчите са удобни за използване в търговската стерилизация на материали със значителна дебелина или обем, например опаковани храни.

### Електронни лъчи
С електронни лъчи могат да стерилизират храни при стайна температура с краткотрайно облъчване. Те имат ограничена проникваща сила.

## Облъчване на опаковките
С цел да се предотврати повторното замърсяване, храната обикновено се опакова преди обработката с йонизиращо лъчение. Поради това при оценка на безопасността на облъчените храни трябва да се вземат предвид и ефектите на радиацията върху опаковъчните материали: например могат да настъпят промени в опаковката, които да повлияят на нейната цялост като бариера срещу микробно замърсяване. Облъчването също така може да доведе до образуване на продукти на радиолиза, които да преминат в храната, като повлияят на миризмата, вкуса и евентуално на безопасността на храната. Много от материалите за опаковане на храни са изработени от полимери. Радиационното въздействие върху полимерите е резултат от конкуриращи се реакции на сшиване (радиационно сшиване на полимери) или разкъсване на полимерната верига, т.е. разграждане. Сшиването представлява свързване на две полимерни вериги чрез химическа връзка като мост, което води до увеличаване на средното молекулно тегло. Сшиването в много пластмаси и каучук е по същество процес на втвърдяване, който променя физичните и механичните свойства на полимера. Радиационно-индуцираното сшиване преобладава при обработка във вакуум или инертна атмосфера. Разкъсването на веригата, от друга страна, води до намаляване на средното молекулно тегло и преобладава при обработка в кислород или въздух. И двете реакции се приемат за случайни и обикновено са пропорционални на дозата, както и зависят от съдържането на кислород в атмосферата, в която се облъчва полимерът. Облъчването не влияе в еднаква степен на всички свойства на полимера. Следователно при избора на полимер за конкретно приложение трябва да се вземе предвид въздействието на радиацията върху цялостната стабилност на материала.

## Химични промени
Когато йонизиращото лъчение преминава през храната, то води до химични трансформации, дължащи се на ефектите на радиолизата. Облъчването не прави храните радиоактивни, не променя химическия им състав, не компрометира съдържанието на хранителните вещества, не променя вкуса, текстурата и външния вид на храните.

### Качество на храните
Оценявано стриктно в продължение на няколко десетилетия, облъчването в търговски количества за обработка на храни, не оказва отрицателно въздействие върху сетивните качества и съдържанието на хранителни вещества в храните.

### Изследвания върху минимално обработени зеленчуци
Водният кресон (Nasturtium officinale) е бързо растящо водно или полуводно многогодишно растение. Тъй като химическите агенти не осигуряват ефикасно намаляване на микробите, кресонът е тестван за обработка с гама-облъчване с цел подобряване на безопасността и срока на годност на продукта. Методът традиционно се използва при градинарски продукти за предотвратяване на покълването и замърсяването след опаковане, забавяне на зреенето, узряването и стареенето след прибиране на реколтата.

## Безопасност
Безопасността на облъчените храни за консумация от човека е поставяна под въпрос, защото йонизиращото лъчение може да доведе до химични промени в продуктите. Поради това здравословността на обработените храни чрез йонизиращи лъчения е предмет на значителни национални и международни изследвания, разгледани и оценени от съвместни експертни комисии на Международната агенция за атомна енергия (MAAE), Световната здравна организация (СЗО) и Организацията по прехрана и земеделие (ФАО) на ООН. Тези експертни групи стигат до единодушното заключение, че процесът на облъчване на храните не представлява никаква повишена токсикологична, микробиологична или хранителна опасност в сравнение с тези, предизвикани от конвенционалните техники за обработване на храна. Тези организации заедно с множество други регулаторни агенции, препоръчват облъчването на храните, при условие че се използват добри производствени практики.
Облъчването на една или повече групи храни е разрешено от властите в повече от 50 страни в света. Методът на облъчване на храни се използва безопасно от години в страни като САЩ, Япония и много европейски страни като Франция, Белгия, Германия и Нидерландия. Използва се главно за подправки, а от години се облъчват и месни деликатеси, птиче месо, зърнени продукти, замразени храни, ароматни билки, сушени плодове и зеленчуци, нишесте, маслени семена.

Някои се обявяват против облъчването на храни като твърдят, че дългосрочните последици за здравето и безопасността на облъчените храни не могат да бъдат научно доказани, въпреки стотиците изследвания за храненето на животни с облъчени храни, проведени от 1950 г. насам. Аргументите на противниците на облъчването на храни включват субхронични и хронични промени в метаболизма, хистопатологията, функциите на повечето органи, репродуктивни ефекти, ефекти на растежа, генетични фактори.

## Символ
Според Администрацията по храните и лекарствата в САЩ храните, подложени на йонизиращи лъчения, трябва да са означени с международния символ за облъчване, наречен „Radura“. Освен това тези храни трябва да бъдат задължително обозначени като „обработени с йонизиращо лъчение“ на опаковката или етикета. Европейският съюз не предвижда използването на логото на Radura и разчита на етикетирането чрез съответните фрази на съответните езици на страните членки.

## История и пазар
Рентгеновите и гама лъчите са открити през 90-те години на XIX век и тогавашните изследвания показват, че тези форми на облъчване убиват бактериите. Въпреки ефективността на рентгеновите апарати и наличието на радиоактивни материали, използването им в хранителната промишленост обаче не е разрешено. Едва през 40-те години на XX век са разработени електронни ускорители и йонизиращото лъчение може да се генерира на много по-ниска цена. Освен това, радиоактивни изотопи като {\displaystyle {\ce {^137_Cs}}} и {\displaystyle {\ce {^60_Co}}} се получават при ядрено делене, и значителният научен напредък в тази област подпомага промишленото приложение на облъчването на храни. Оттогава са проведени множество изследвания за определяне на подходящите лъчения за третиране на широк спектър от хранителни продукти. За унищожаването на хранителните патогени, микроорганизми и насекоми е необходима точно определена доза. Твърде голямото количество йонизиращо лъчение може да доведе до омекване на плодовете и зеленчуците, втечняване на някои от тях (краставици, грозде, домати) или внасяне на нежелан вкус в млечни и месни продукти.
В световен мащаб най-разпространеният източник за облъчване на храни са гама-лъчите. Електронните лъчи не могат да проникнат толкова дълбоко в храните, колкото гама-лъчите и рентгеновите лъчи, поради това те се използват предимно за обработка на зърнени храни и прахове. За производството на гама-лъчи с достатъчна енергия за обработка на храни, са необходими радиоактивни изотопи. Рентгеновите и електронните лъчи не изискват радиоактивни изотопи, но пък изискват скъпи ускорители, което прави технологията за гама-лъчите по-икономична.
През 2017 г. световният пазар за облъчване на храни се оценява на 200 милиона щатски долара. Според прогнозите до 2026 г. размерът на пазара ще нарасне до 284 милиона долара. Пазарът на облъчване на храни в Азия също се развива много бързо поради одобрението на правителствените агенции в Индия и други страни. Понастоящем над 40 държави са одобрили заявления за облъчване на над 40 различни вида храни. Всяка година по света се облъчват повече от половин милион тона храни. Около 1/3 от използваните в САЩ подправки и овкусители се облъчват.
Комбинациите от облъчване с други техники за консервиране вероятно ще се прилагат по-често в търговската мрежа за храни през следващите години. Комбинациите от технологии предлагат потенциални предимства за намаляване на енергийните разходи, като същевременно унищожават бактериите, което води до повишаване на качеството на крайния продукт. Синергичните ефекти на комбинациите от опаковане в модифицирана атмосфера, охлаждане, замразяване и/или нагряване с облъчване, са обещаващи, както и прилагането на ядливи покрития и естествени антимикробни средства в комбинация с облъчване. 

## Фитосанитизация
Облъчването е една от мерките за фитосанитарна обработка. Използва се за предотвратяването на въвеждането или разпространението на регламентирани вредители или като мярка за контрол за ограничаване огнища на вредители. Фитосанитизацията не се основава единствено на унищожаването на вредни насекоми, но и на предотвратяването на успешно развитие на различните жизнени стадии. Например, когато лаврите на насекомите са облъчени, те може да не се появят като възрастни, а когато възрастните насекоми са облъчени, те може да станат стерилни и да създадат нежизненоспособно потомство. Йонизиращото лъчение разкъсва химичните връзки в ДНК и други биомолекули като по този начин се нарушава нормалната клетъчна функция на заразеното насекомо. Дозите, необходими за контрол на насекомите, са относително ниски в сравнение с дозите за целите на безопасността на храните и стерилизацията поради по-големите количества ДНК и по-сложните механизми на възстановяване.

## Приложение
Облъчването на храните има множество приложения. Главната цел е стерилизация и ефективното елиминиране на микроорганизми, които причиняват болести, предавани чрез храни като Salmonella и Escherichia coli. Някои стерилизирани храни могат да се съхраняват с години без необходимост от охлаждане. Стерилизираните храни са полезни в болниците за пациенти със силно увредена имунна система, например болни от СПИН или подложени на химиотерапия. Използва се също така и за консервиране – унищожаване или дезактивиране на микроорганизми, които причиняват разваляне и разлагане, и за удължаване срока на годност на храните. Йонизиращите лъчения позволяват и контрол на насекоми, например за унищожаване вредителите по тропическите плодове, внасяни от други континенти. Облъчването също така намалява необходимостта от други методи за контрол на вредителите, които могат да навредят на плодовете. Друго приложение е забавянето на покълването, например при картофи или зреенето при плодове, за да се увеличи трайността им.
Астронавтите на НАСА се хранят с месо, което е стерилизирано чрез лъчево облъчване, за да избегнат хранителни заболявания по време на полетите си.

## Доза
Погълнатата доза радиация е количеството енергия, погълнато на единица тегло от целевия материал. Дозирането се използва, тъй като при подаване на една и съща доза на едно и също вещество, се наблюдават сходни промени в целевия материал (Gy или J/kg). Дозиметрите се използват за измерване на дозата и представляват малки компоненти, които при излагане на йонизиращо лъчение променят измерими физически характеристики до степен, която може да се съотнесе към получената доза. Измерването на дозата включва облъчване на един или повече дозиметри заедно с целевия материал.
Килогрей (kGy) е производна метрична (SI) мерна единица за погълнатата радиационна доза от йонизиращо лъчение. 1 Gy се определя като поглъщане на 1 J йонизиращо лъчение от 1 kg материя, например човешка тъкан, т.е. 1 Gy = 1 J/kg. За целите на законодателството, дозите се разделят на ниски (до 1 kGy), средни (от 1 kGy до 10 kGy) и високи (над 10 kGy). Високите дози са над разрешените понастоящем от САЩ за търговски хранителни продукти от Администрацията по храните и лекарствата и други регулаторни органи по света, въпреки че тези дози са одобрени за некомерсиални приложения като стерилизиране на замразеното меси за астронавтите от НАСА (дози от 44 kGy) и храна за болнични пациенти.
Съотношението между максималната допустима доза във външния край (D max) и минималната граница за постигане на условията за обработка (D min) определя равномерността на разпределение на дозата. Това съотношение определя доколко равномерен е процесът на облъчване.

### Примери за облъчени храни с пределни дози
| Приложение                              | Доза         | Храна                               |
| --------------------------------------- | ------------ | ----------------------------------- |
| Стерилизация                            | 7 – 10 kGy   | Подправки и билки                   |
| Стерилизация на опаковъчен материал     | 10 – 25 kGy  | Коркови тапи за вино                |
| Потискане на покълването                | 0,1 – 2 kGy  | Лук, картофи, чесън                 |
| Потискане на зреенето                   | до 1 kGy     | Плодове                             |
| Дезактивиране на паразити               | 0,1 – 6 kGy  | Свинско месо                        |
| Унищожаване на патогенни микроорганизми | 2,5 – 10 kGy | Замразено месо, подправки, скариди  |
| Дезинфекция                             | 0,1 – 2 kGy  | Зърнено брашно, сухи храни, плодове |
| Удължаване на срока на годност          | 2 – 5 kGy    | Плодове, риба, безалкохолни напитки |